# Bank of Guam Strykers Football Club
La Bank of Guam Strykers FC è una società calcistica professionistica guamaniana con sede a Hagåtña. 
Lo Strykers FC non ha mai vinto un titolo della Guam Men's Soccer League fino ad oggi. Tuttavia si è aggiudicata nelle edizioni 2018 e 2019 la coppa di campionato, la Guam FA Cup.
La società possiede anche una squadra femminile e un settore giovanile.

## Palmarès

### Competizioni nazionali
- Guam FA Cup: 2 
 2018, 2019

### Altri piazzamenti
- Campionato guamaniano

Secondo posto: 2014-2015, 2018/2019 
 Terzo posto: 2007-2008